# 马蚌镇
马蚌镇，原为马蚌乡，是中华人民共和国广西壮族自治区百色市西林县下辖的一个乡镇级行政单位。

## 行政区划
马蚌镇下辖以下地区：
八大河村、火把村、马麻村、武定村、鲁渭村、马蚌村、浪吉村、那扛村、合社村、罗广村、三脚坡村、罗北村和那托村。

## 中国传统村落
2012年，浪吉村那岩屯被评为首批“中国传统村落”。